# IC 4158
IC 4158 ist eine linsenförmige Galaxie vom Hubble-Typ S0 im Sternbild Jagdhunde am Nordsternhimmel. Sie ist schätzungsweise 311 Millionen Lichtjahre von der Milchstraße entfernt und hat einen Durchmesser von etwa 45.000 Lj.
Das Objekt wurde am 21. März 1903 von Max Wolf entdeckt.